# Saint-Martin-le-Vieux
Saint-Martin-le-Vieux è un comune francese di 860 abitanti situato nel dipartimento dell'Alta Vienne nella regione della Nuova Aquitania.

## Società

### Evoluzione demografica
Abitanti censiti